# Big Bro
Big Bro – jest to wyspecjalizowana odmiana kostki mechanicznej służącej do tworzenia punktów asekuracyjnych w szerokich rysach.
Wynalazcą Big Bro jest Craig Luebben, zaś obecnym producentem – firma Trango.

## Zasada działania
Big Bro, pod względem zasady działania, przypomina drążek rozporowy. Składa się z dwóch teleskopowo połączonych rurek, z których wewnętrzna, zaopatrzona w gwint, jest wysuwana na zadaną długość i blokowana nakrętką. Przez koniec jednej z rur przewleczona jest pętla, do której wpina się karabinek lub ekspres. Dzięki właściwemu umieszczeniu przyrządu (nie prostopadle, lecz lekko ukośnie względem ścian szczeliny) uzyskuje się jego mimośrodowe zaklinowanie między ścianami rysy przy obciążaniu pętli. Efekt mimośrodowy sprawia, że siła docisku do ścianek jest wprost proporcjonalna do siły obciążającej pętlę.
Pomiędzy rurami znajduje się dodatkowa sprężyna wyzwalana spustem – jej odblokowanie pozwala na wstępne rozparcie przyrządu na całą szerokość szczeliny w bardzo krótkim czasie.

## Sposób użycia
Osadzanie Big Bro w rysie jest proste i szybkie – wymaga dwóch kroków, z których każdy można wykonać jedną ręką.

 Krok pierwszy polega na przysunięciu jednego z końców przyrządu do ściany rysy i naciśnięciu spustu. Spust zwalnia sprężynę, powodującą wysunięcie się wewnętrznej rury aż do przeciwległej ściany szczeliny.

 Krok drugi polega na zafiksowaniu wysuniętej części wewnętrznej rury gwintowanym pierścieniem (nakrętką). Dzięki dużemu skokowi gwintu, a także dość dużemu momentowi bezwładności nakrętki, możliwe jest jej przemieszczenie o pełną długość gwintu w ciągu kilku sekund.
Aby przyrząd miał szansę wytrzymać kierunkowy udar związany z ewentualnym odpadnięciem wspinacza, należy zadbać o prawidłową pozycję rur względem ścian szczeliny.
W szczególności, umieszczając przyrząd w pionowej rysie o dwóch równoległych ścianach, należy zadbać, by był on ustawiony względem tych ścian nie prostopadle, lecz ukośnie – koniec wyposażony w pętlę powinien znajdować się wyżej, umożliwiając wystąpienie efektu mimośrodowego po przyłożeniu do pętli siły udaru skierowanej w dół.

## Zalety
W stosunku do innych odmian kostek mimośrodowych, zarówno biernych, jak i mechanicznych, Big Bro objawia swoją przewagę w rysach o dużej szerokości, a także wąskich kominach (w praktyce rzadko się jednak zdarza, by tego typu formacje miały całkowicie gładkie ściany, pozbawione innych, wygodniejszych możliwości asekuracji).
Podstawową zaletą Big Bro jest niska masa w stosunku do oferowanego zakresu szerokości.
Przykładowo, gdyby istniał friend lub jakakolwiek inna kostka umożliwiająca rozstaw krzywek na szerokość 45 cm, to byłaby ona bardzo ciężka i nieporęczna w porównaniu z analogicznym urządzeniem Big Bro, ważącym około 500 gramów.
Big Bro produkowane są w kilku rozmiarach, przy czym każdy z rozmiarów obejmuje zakres szerokości szczelin
w przybliżeniu od 100 do 190% długości rury w stanie złożenia.